# Rafael Narbona Fernández de Cueto
Rafael Narbona Fernández de Cueto (Córdoba, 4 de diciembre de 1911-Madrid, 2 de junio de 1972) fue un ensayista, prosista, periodista y autor dramático español.

## Biografía
Hijo de un abogado, profesor de la Escuela Superior de Magisterio y director del periódico sevillano La Propaganda, Rafael Narbona Fernández de Cueto se crio desde pequeño entre libros. Estudió en Córdoba el Bachillerato y la carrera de Magisterio, aunque no ejerció. En contra de la voluntad de su padre, se fue a Barcelona, donde vivió una vida bohemia. Estuvo un tiempo en Alemania, tras lo cual se estableció en Madrid.
Terminada la guerra civil, trabajó como crítico literario para periódicos como ABC, Pueblo o El Alcázar, así como en Radio España. Fue secretario del novelista Armando Palacio Valdés, cuya biografía escribió en 1941, y de los hermanos Álvarez Quintero.
En 1945 ingresó en la Academia de Ciencias, Bellas Artes y Nobles Artes de Córdoba.
Fue el primer presidente de la Casa de Córdoba en Madrid (entre 1955 y 1956). También fue vicepresidente del Banco Exterior de España.
Padre del también escritor Rafael Narbona Monteagudo.
Murió en Madrid el 2 de junio de 1972, de infarto de miocardio.

## Obras
| - Una luz en la sombra (1945) - Ausencia sin retorno (1955) - La difícil convivencia (1960) - La paz imposible (1966) - Carta al hijo (1970) | - Polémica de nuestro tiempo (1968) - La España enana - El hombre, nuestro tiempo y su circunstancia - La princesa Maribolín y otros cuentos (1942) - Horizontes. Lecturas para niños (1950) | Su producción dramática consta de comedias y alguna adaptación de textos de otros autores. - La hermana San Sulpicio, versión teatral de la obra homónima de Armando Palacio Valdés - La ciudad de los sueños (1947) - Los pícaros (1964) - Las campanas del alba |

## Premios y reconocimientos
- Premio Galdós de Novela (1955), por Ausencia sin retorno[5]
- Premio Nacional de Periodismo (1957)[5]
- Premio Nacional de Literatura (1960), por Valera y el realismo[5]
- Premio Pluma de Oro de las Letras Españolas (1966) por La paz imposible[3]
- Quijote de oro por La paz imposible[3]